# Uroševina
Uroševina (cyr. Урошевина) – wieś w Czarnogórze, w gminie Mojkovac. W 2011 roku liczyła 431 mieszkańców.